# Za Dębiną
Za Dębiną – część wsi Kije w Polsce, położona w województwie świętokrzyskim, w powiecie pińczowskim, w gminie Kije.
W latach 1975–1998 Za Dębiną administracyjnie należało do województwa kieleckiego.